# 카자흐스탄의 재외공관 목록

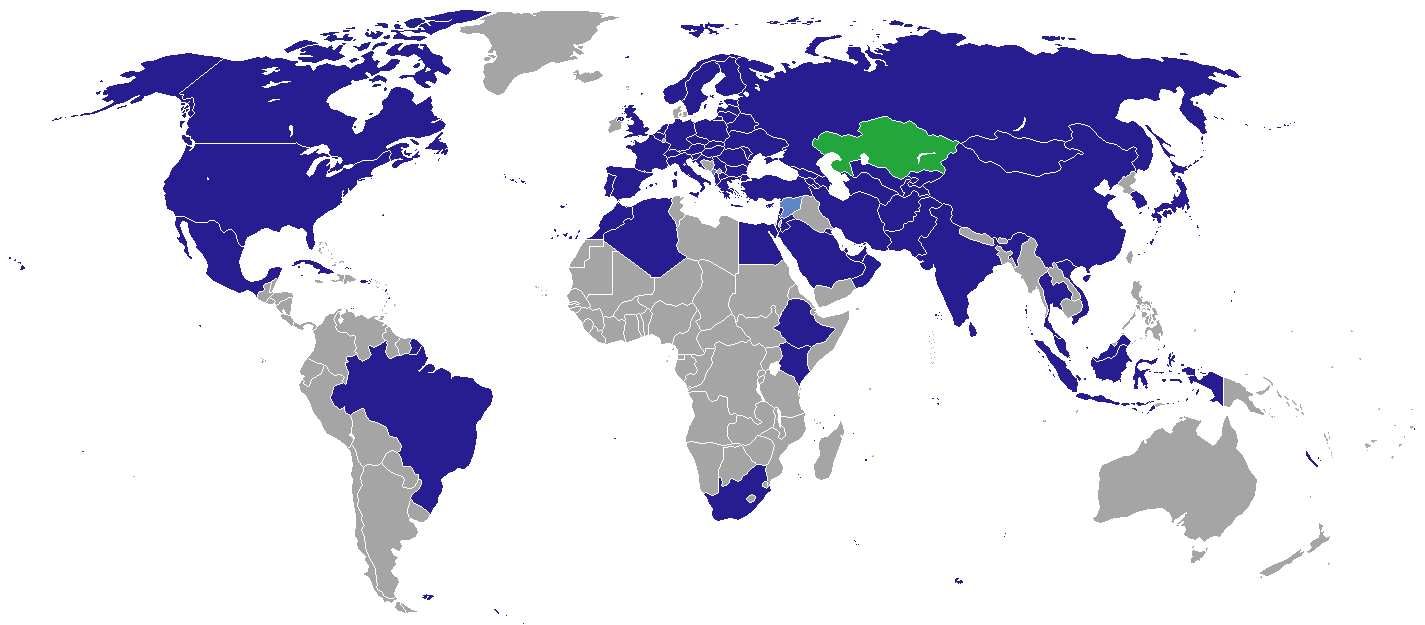
카자흐스탄의 재외공관

카자흐스탄의 재외공관 목록은 카자흐스탄 주재 대사관을 각국에 상주시켜 놓는 것을 의미하며 카자흐스탄의 재외공관을 나열한 목록이다.

## 아프리카
- 이집트 : 카이로 (대사관)
- 리비아 : 트리폴리 (대사관)
- 남아프리카 공화국 : 프리토리아 (대사관)

## 아메리카

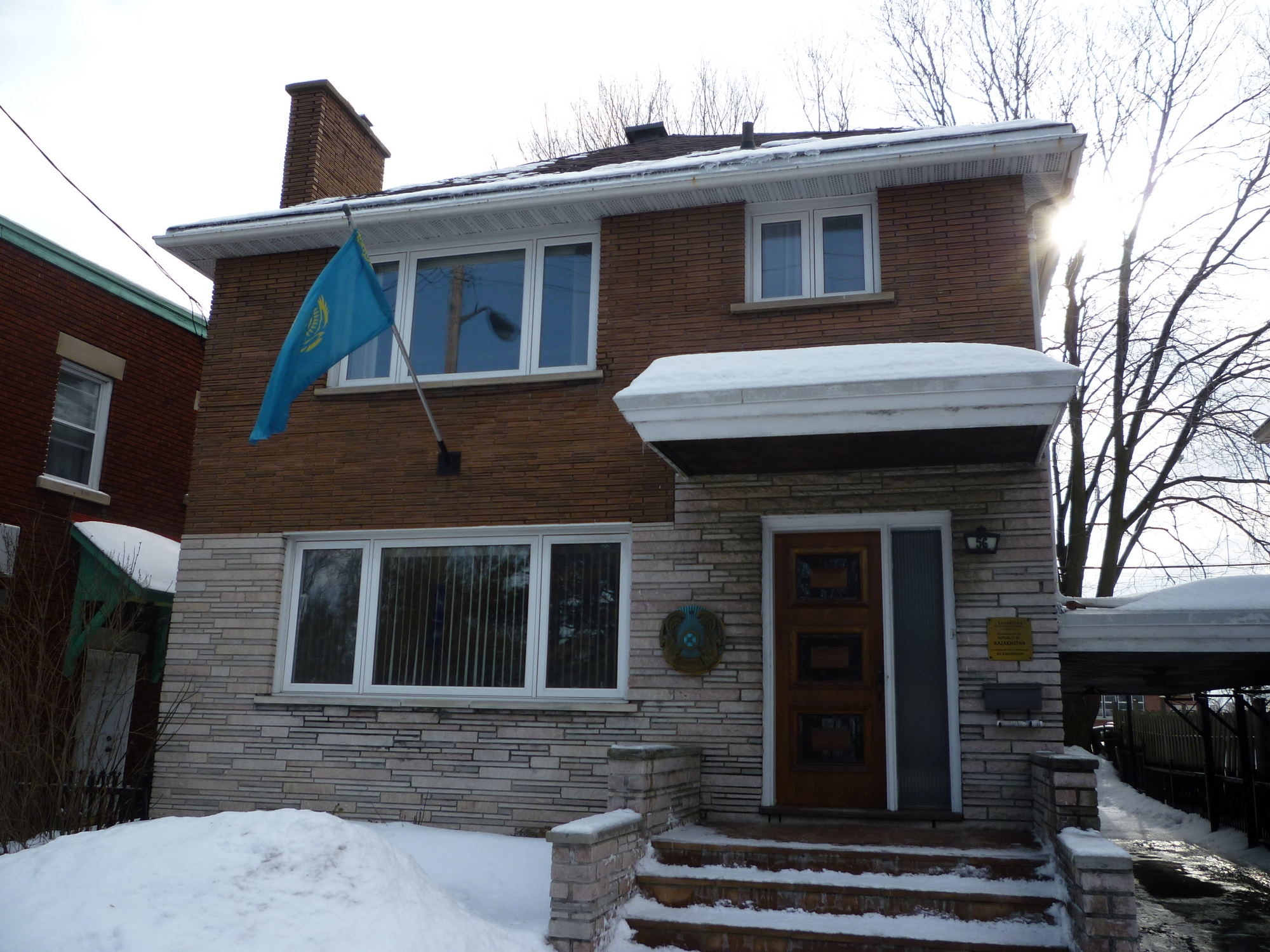
오타와 주재 카자흐스탄 대사관

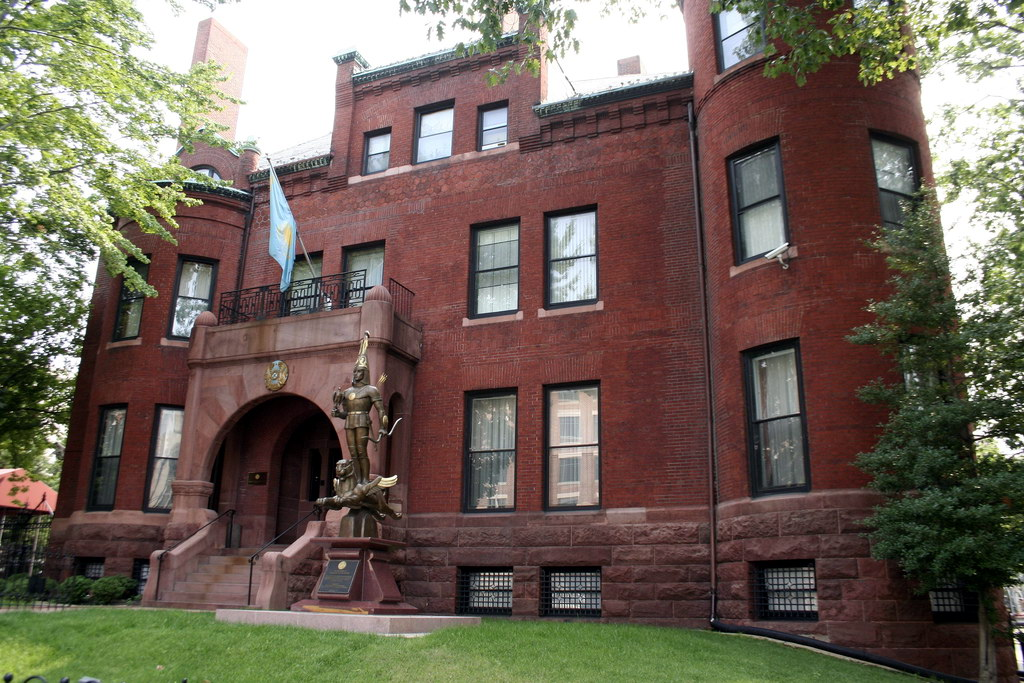
워싱턴 D.C. 주재 카자흐스탄 대사관

- 브라질 : 브라질리아 (대사관)
- 캐나다 : 오타와 (대사관)
- 쿠바 : 아바나 (영사관)
- 멕시코 : 멕시코시티 (대사관)
- 미국 : 워싱턴 D.C. (대사관), 뉴욕 (총영사관)

## 아시아
- 아프가니스탄 : 카불 (대사관)

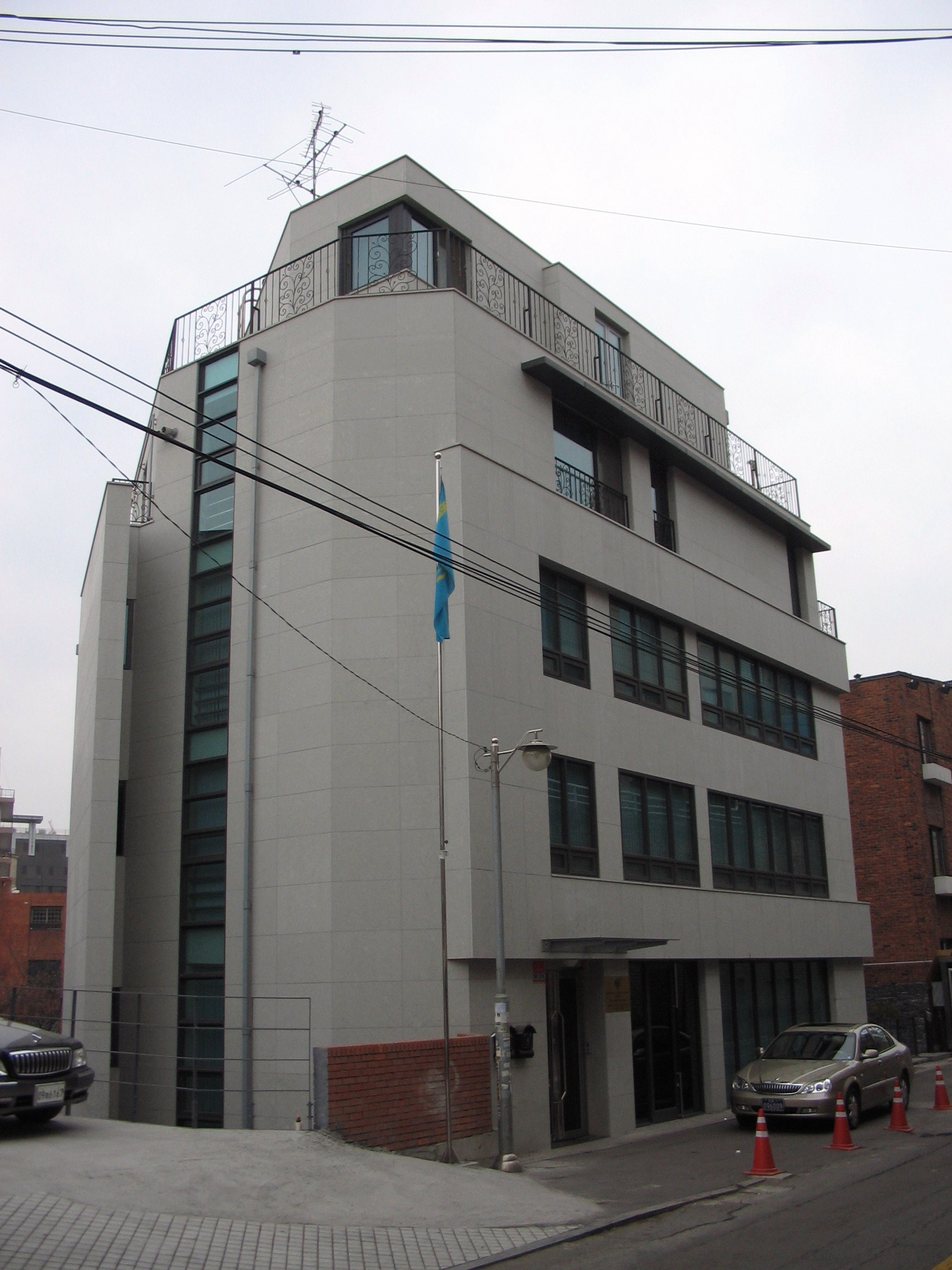
서울 주재 카자흐스탄 대사관

- 아르메니아 : 예레반 (대사관)
- 아제르바이잔 : 바쿠 (대사관)
- 중화인민공화국 : 베이징시 (대사관), 홍콩 (총영사관), 상하이시 (총영사관), 우루무치 시 (영사관)
- 조지아 : 트빌리시 (대사관)
- 인도 : 뉴델리 (대사관)
- 인도네시아 : 자카르타 (대사관)
- 이란 : 테헤란 (대사관), 고르간 (영사관), 사리 (영사관)
- 이스라엘 : 텔아비브 (대사관)
- 일본 : 도쿄도 (대사관)
- 요르단 : 암만 (대사관)
- 대한민국 : 서울특별시 (대사관), 부산광역시 (총영사관)
- 키르기스스탄 : 비슈케크 (대사관), 오시 (영사관)
- 레바논 : 베이루트 (대사관)
- 말레이시아 : 쿠알라룸푸르 (대사관)
- 몽골 : 울란바토르 (대사관)
- 오만 : 무스카트 (대사관)
- 파키스탄 : 이슬라마바드 (대사관)
- 카타르 : 도하 (대사관)
- 사우디아라비아 : 리야드 (대사관), 지다 (영사관)
- 싱가포르 : 싱가포르 (대사관)
- 타지키스탄 : 두샨베 (대사관)
- 태국 : 방콕 (대사관)
- 튀르키예 : 앙카라 (대사관), 이스탄불 (영사관)
- 투르크메니스탄 : 아시가바트 (대사관)
- 아랍에미리트 : 아부다비 (대사관), 두바이 (영사관)
- 우즈베키스탄 : 타슈켄트 (대사관)
- 베트남 : 하노이 (대사관)

## 유럽
- 오스트리아 : 빈 (대사관)

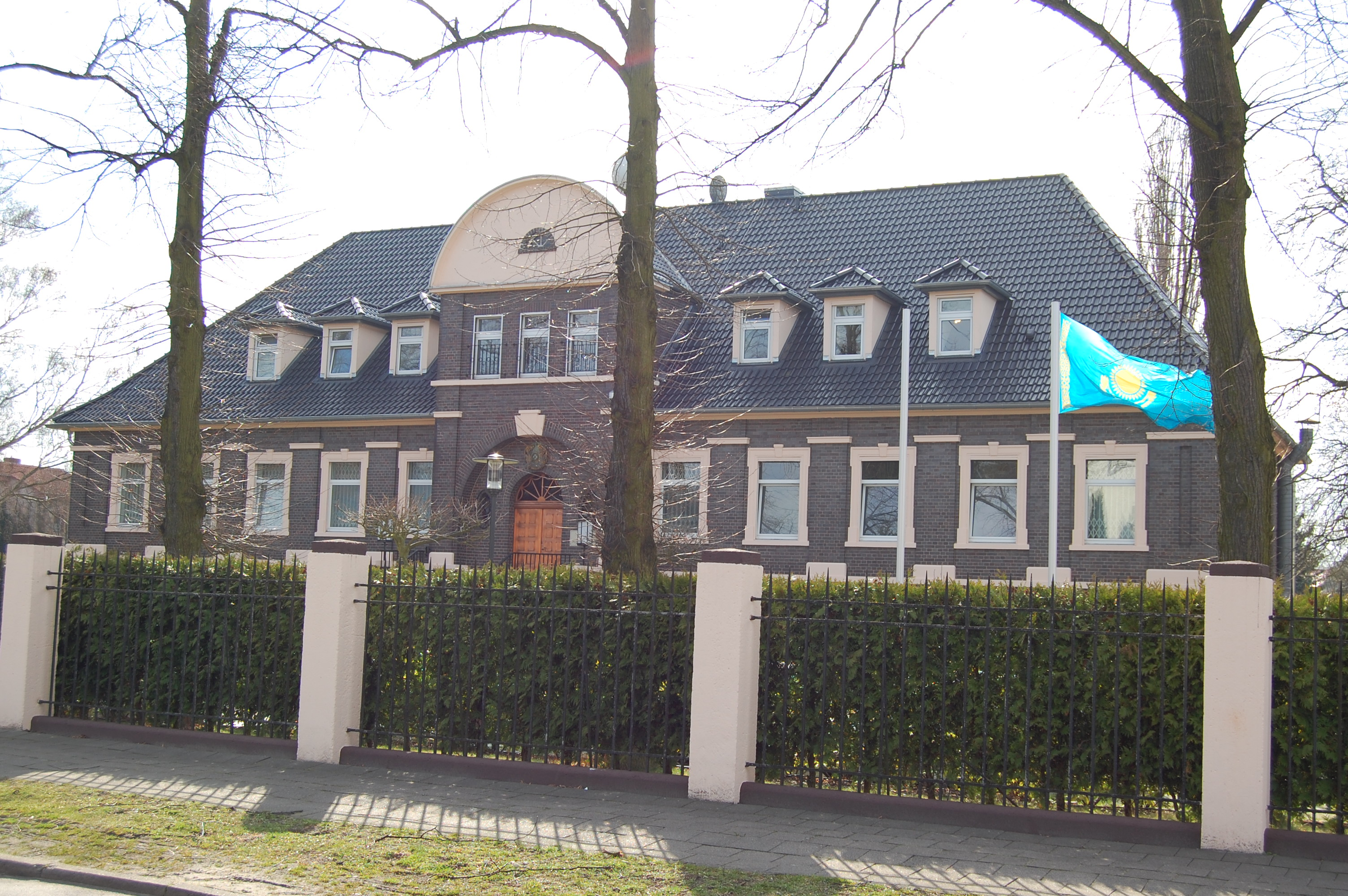
베를린 주재 카자흐스탄 대사관

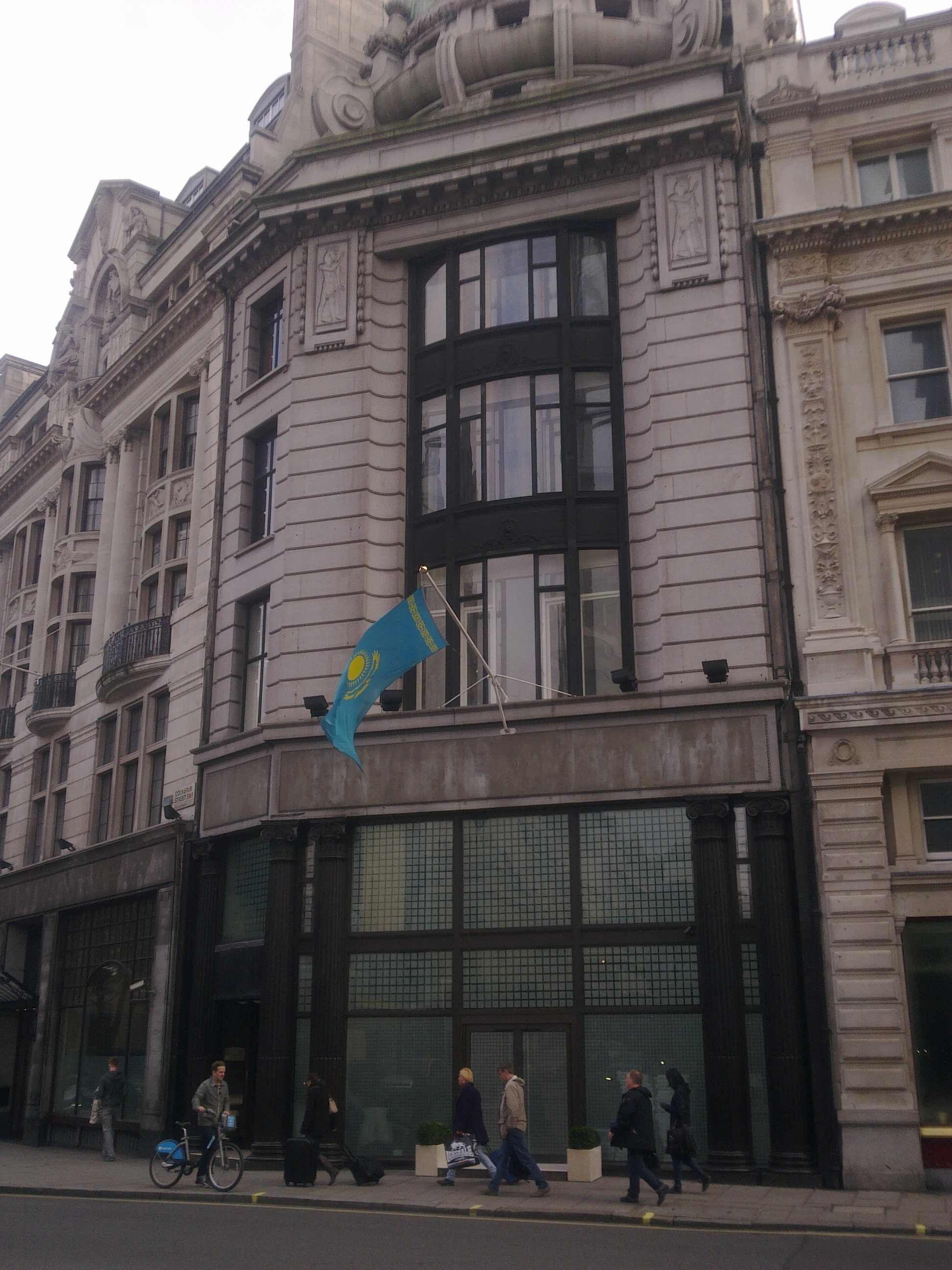
런던 주재 카자흐스탄 대사관

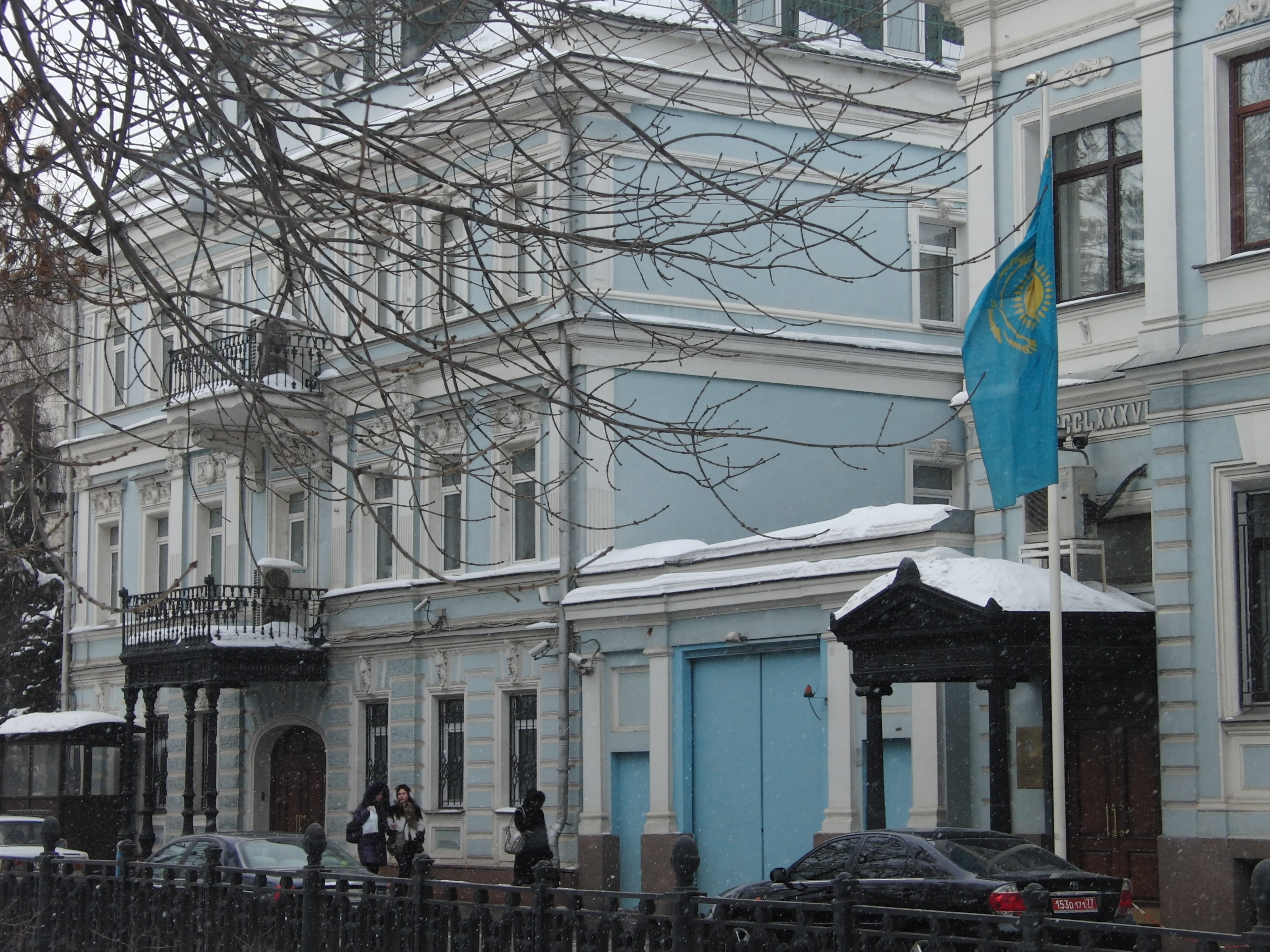
모스크바 주재 카자흐스탄 대사관

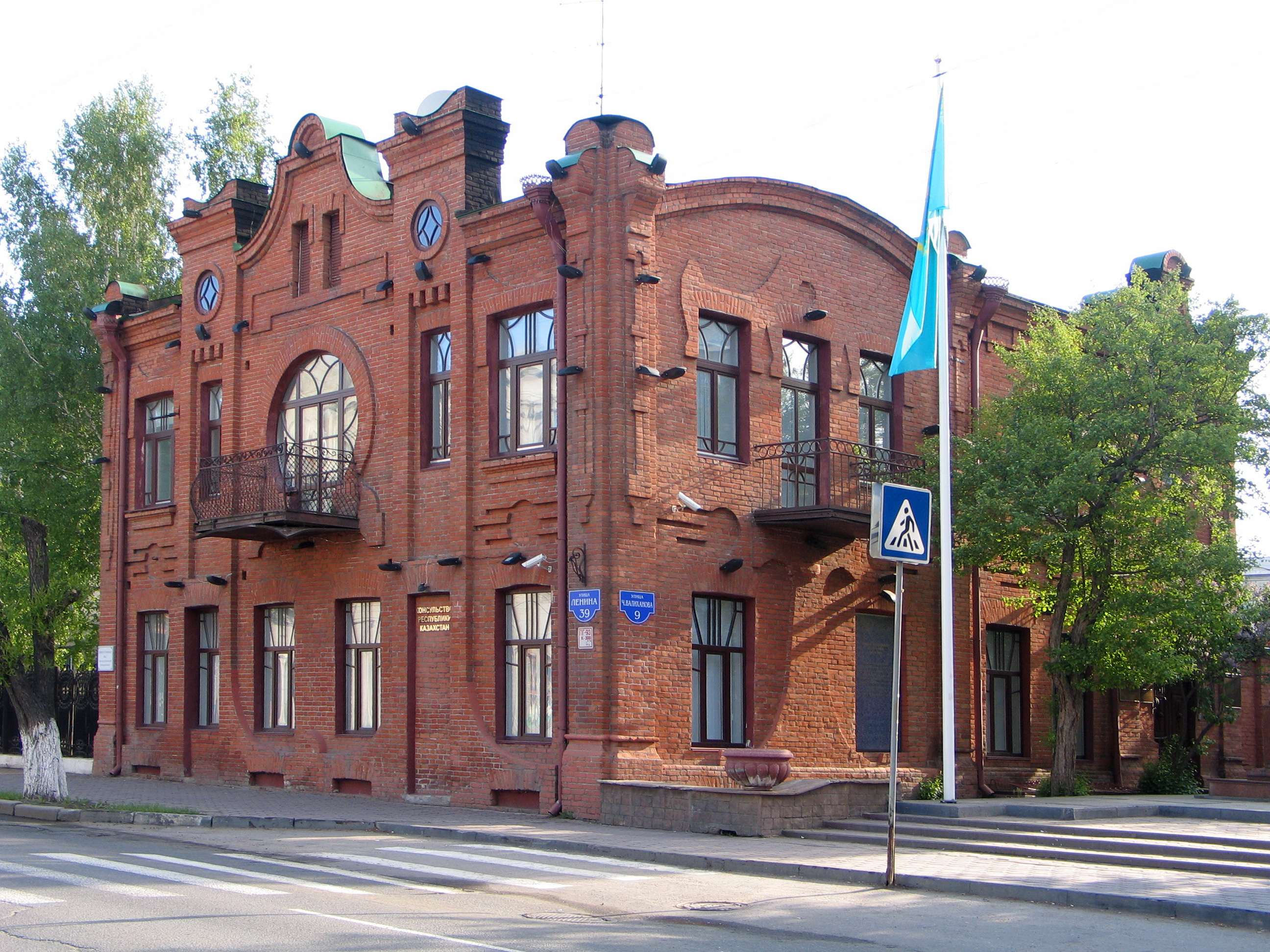
옴스크 주재 카자흐스탄 영사관

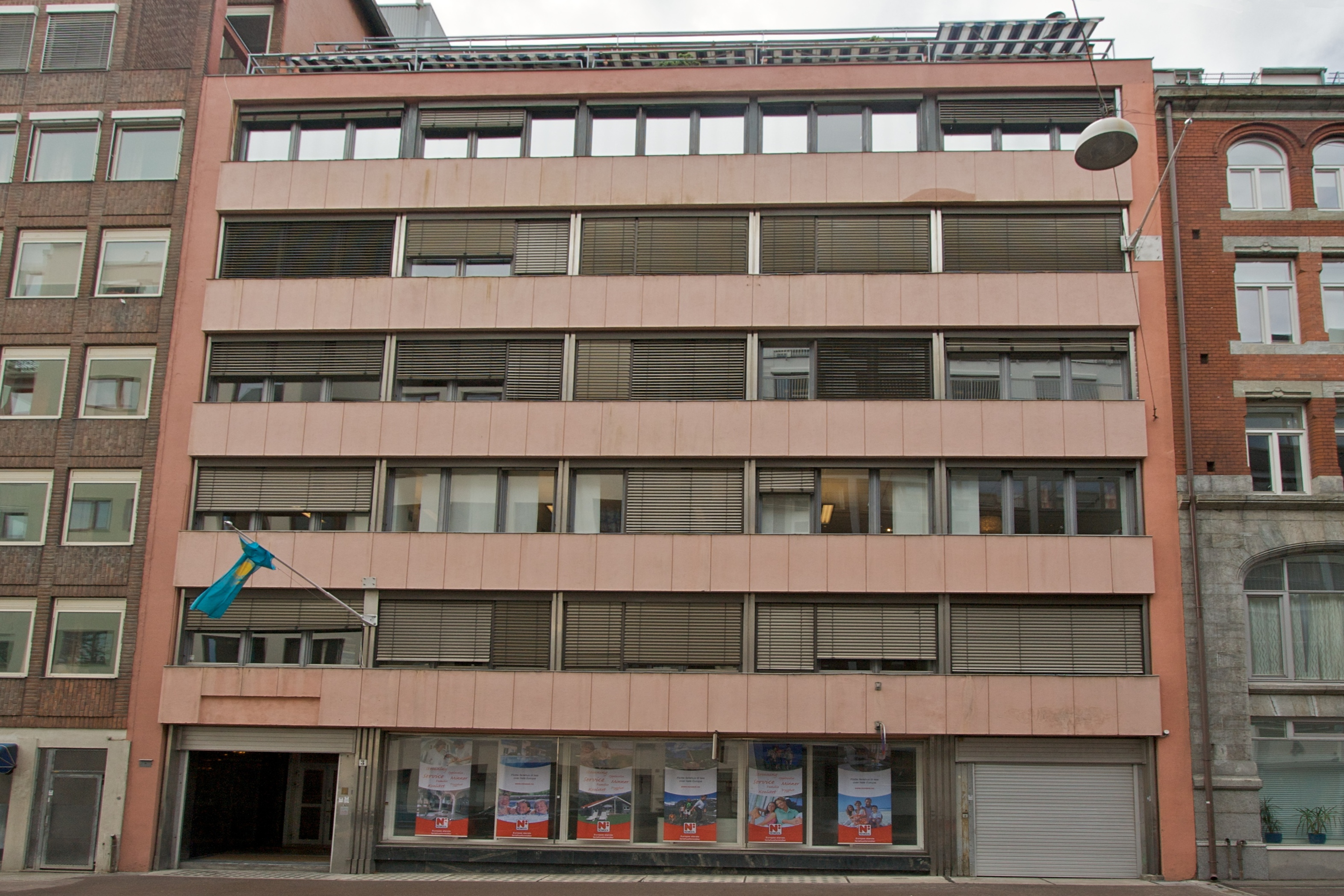
오슬로 주재 카자흐스탄 대사관

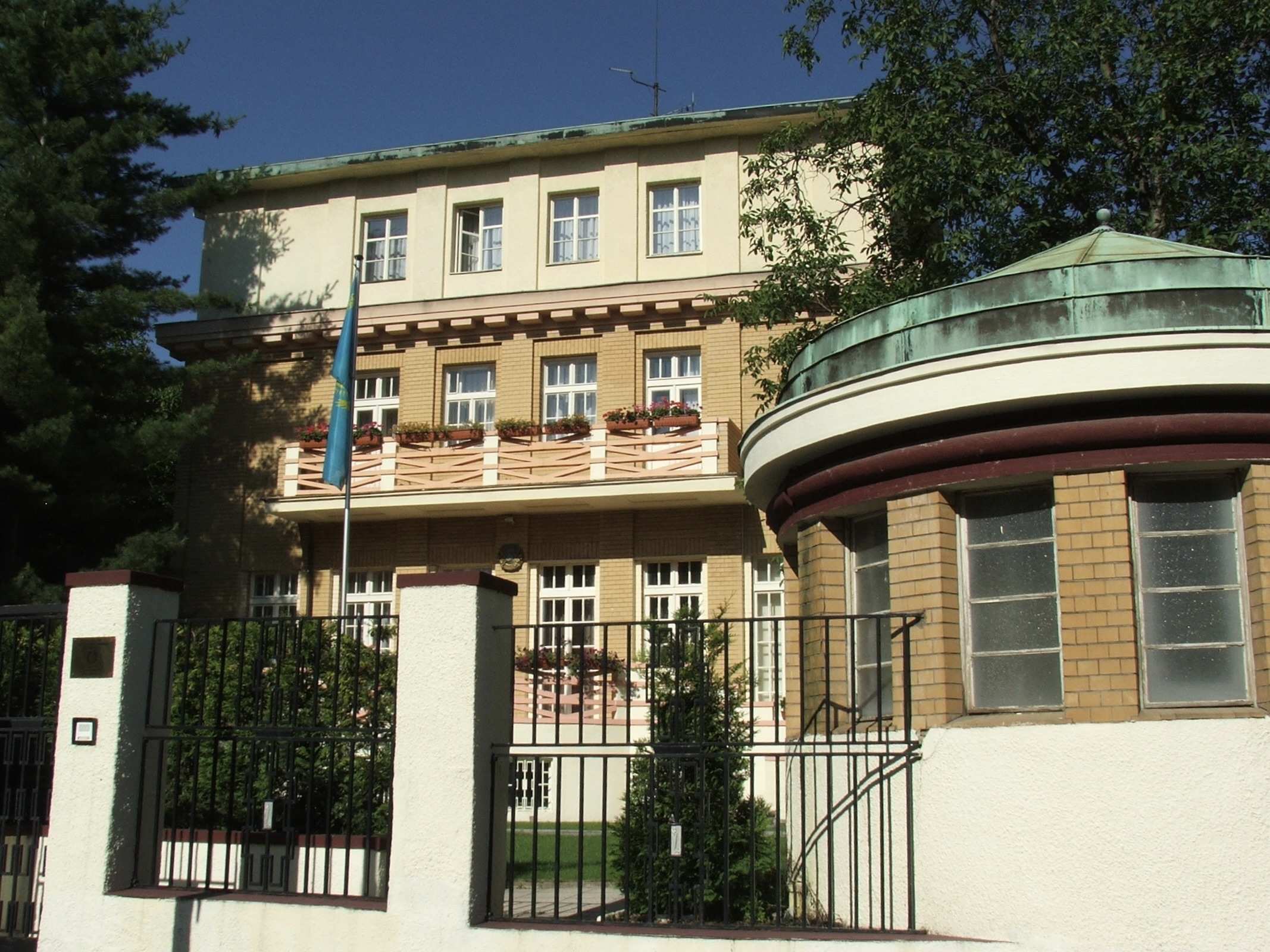
프라하 주재 카자흐스탄 대사관

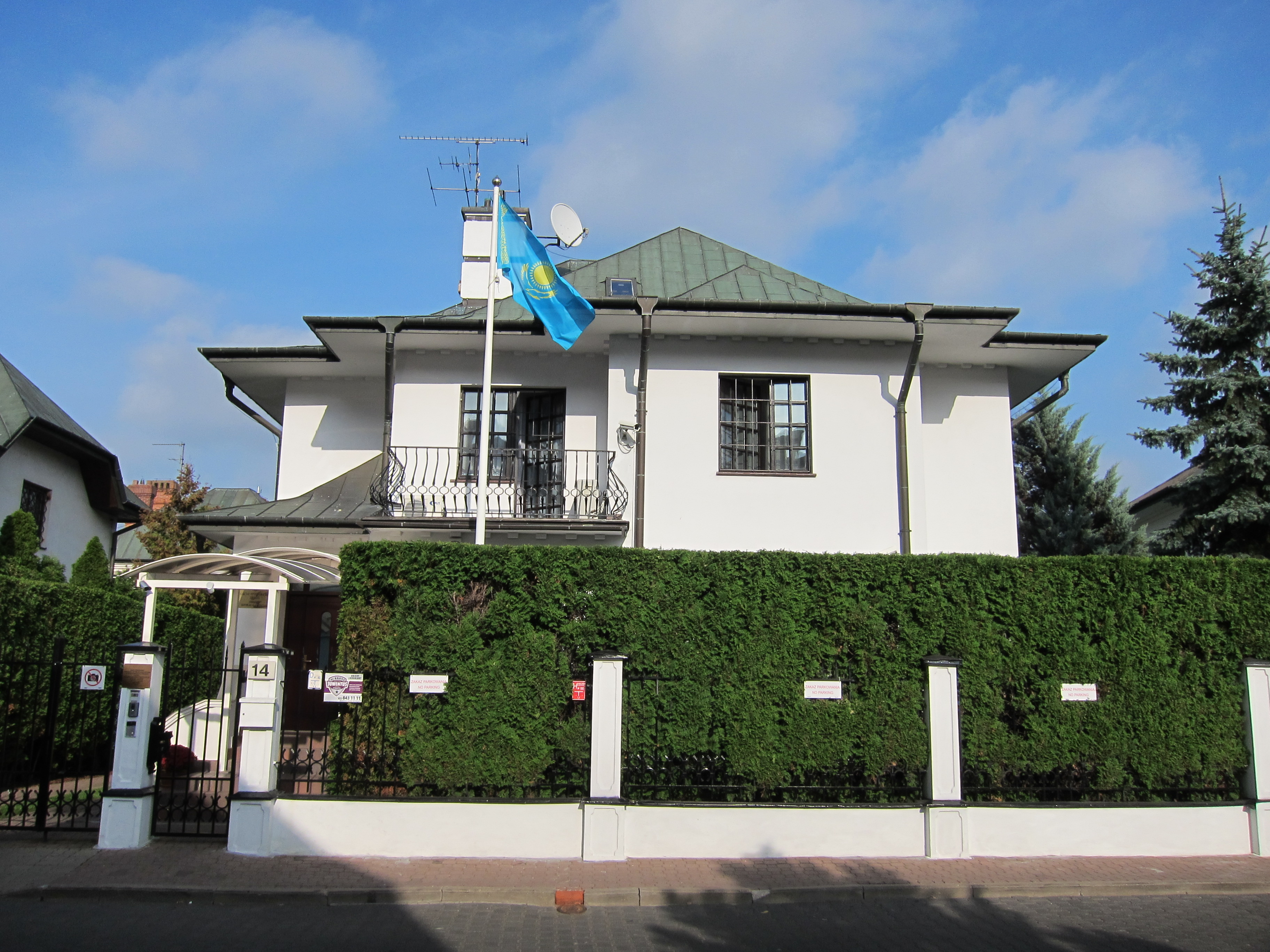
바르샤바 주재 카자흐스탄 대사관

- 벨라루스 : 민스크 (대사관)
- 벨기에 : 브뤼셀 (대사관)
- 불가리아 : 소피아 (대사관)
- 크로아티아 : 자그레브 (대사관)
- 체코 : 프라하 (대사관)
- 핀란드 : 헬싱키 (대사관)
- 프랑스 : 파리 (대사관)
- 독일 : 베를린 (대사관), 프랑크푸르트암마인 (총영사관), 하노버 (영사관), 뮌헨 (영사관), 본 (출장소)
- 그리스 : 아테네 (대사관)
- 헝가리 : 부다페스트 (대사관)
- 이탈리아 : 로마 (대사관)
- 라트비아 : 리가 (영사관)
- 리투아니아 : 빌뉴스 (대사관)
- 네덜란드 : 헤이그 (대사관)
- 노르웨이 : 오슬로 (대사관)
- 폴란드 : 바르샤바 (대사관)
- 포르투갈 : 리스본 (대사관)
- 루마니아 : 부쿠레슈티 (대사관)
- 러시아 : 모스크바 (대사관), 상트페테르부르크 (총영사관), 아스트라한 (영사관), 옴스크 (영사관)
- 슬로바키아 : 브라티슬라바 (영사관)
- 스페인 : 마드리드 (대사관)
- 스웨덴 : 스톡홀름 (대사관)
- 스위스 : 베른 (대사관)
- 우크라이나 : 키예프 (대사관)
- 영국 : 런던 (대사관), 애버딘 (영사관)

## 대표부
- UN 카자흐스탄 정부 대표부 : 제네바, 뉴욕
- UNESCO 카자흐스탄 정부 대표부 : 파리

## 같이 보기
- 카자흐스탄 주재 외국공관 목록